# Léopold Flameng

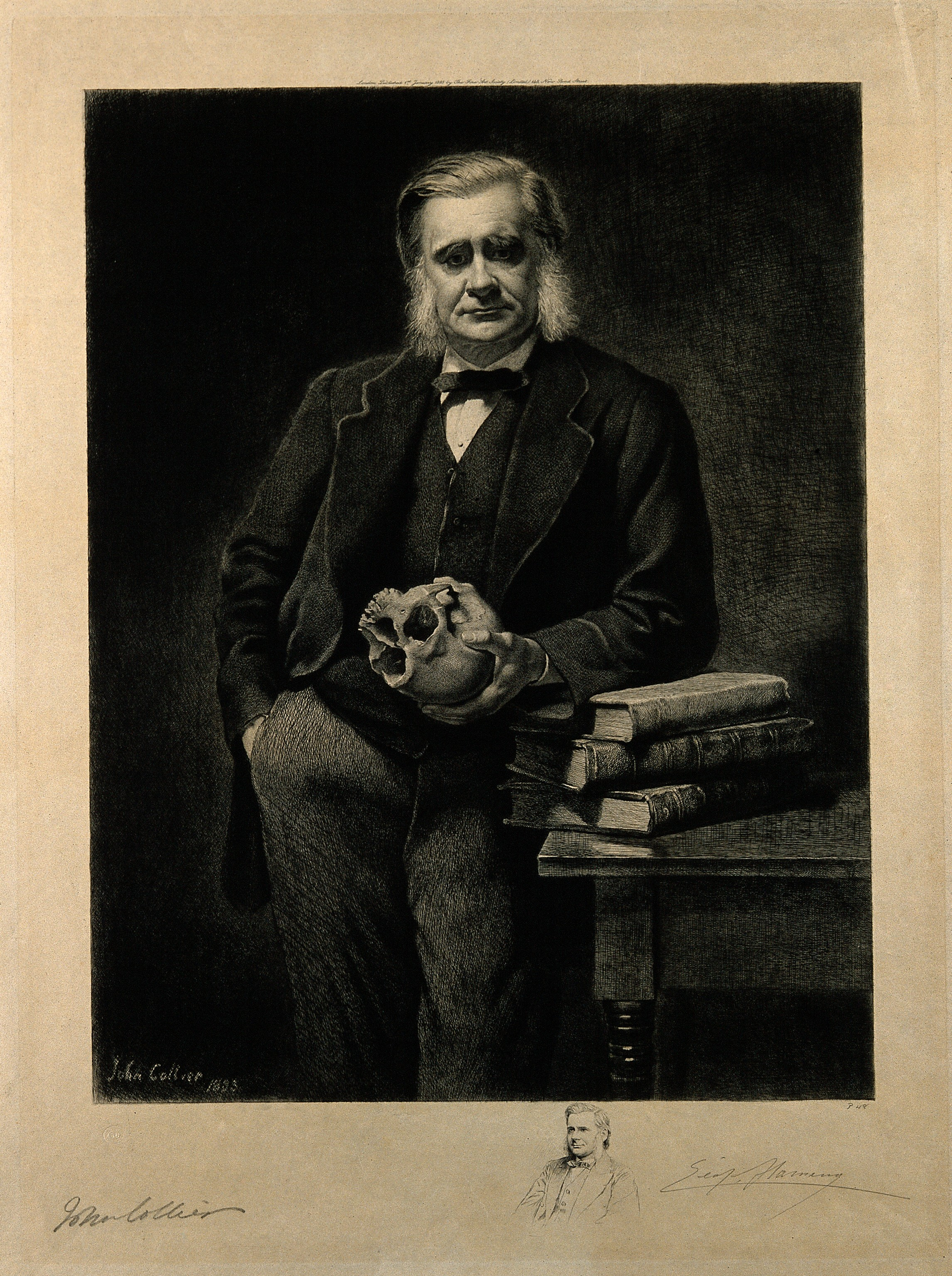
Ritratto di Thomas Henry Huxley da John Collier

Léopold Flameng (Bruxelles, 22 novembre 1831 – Parigi, 1911) è stato un incisore, pittore e grafico belga di origini francesi.

## Biografia

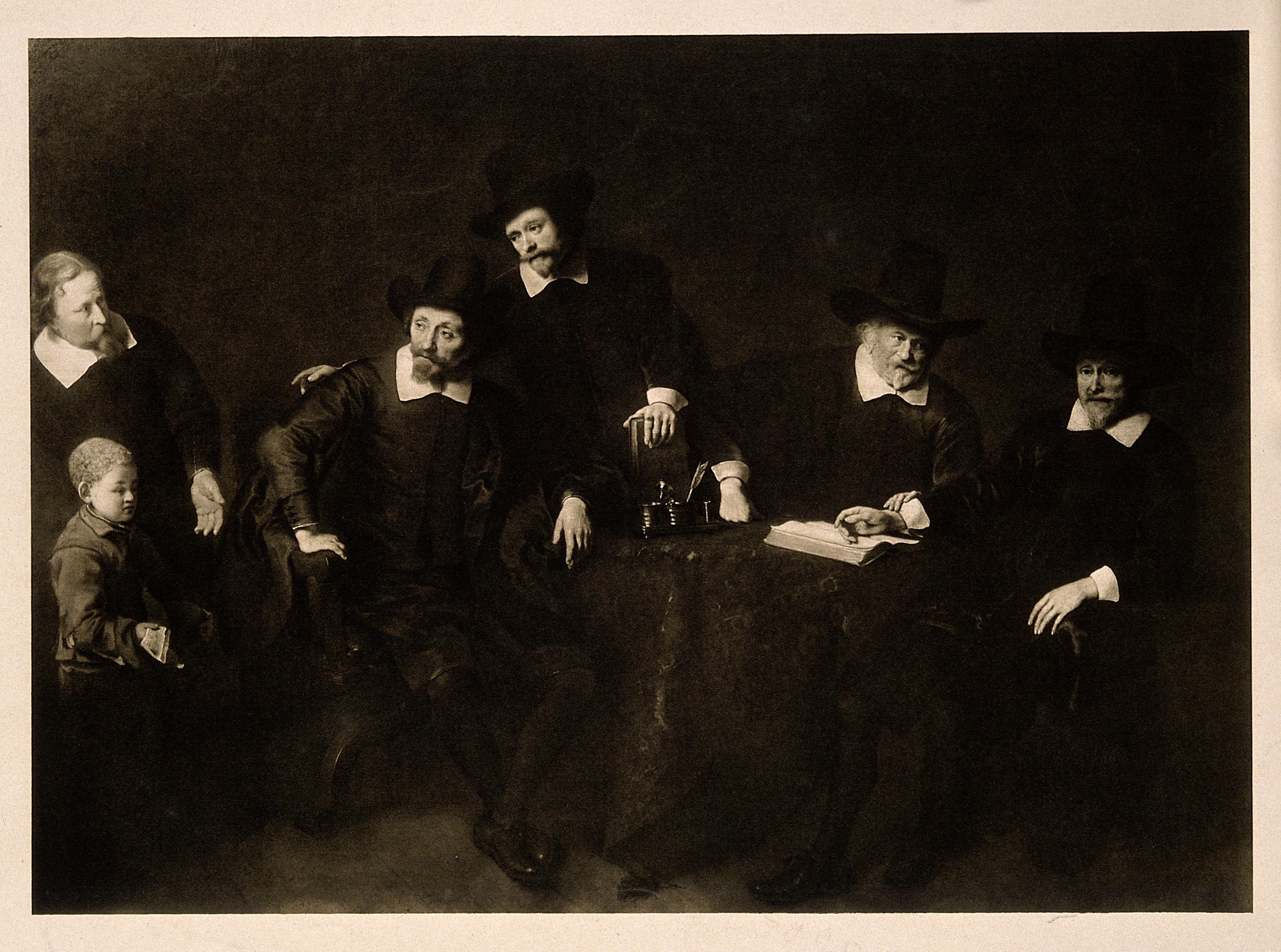
I reggenti del lebbrosario di Amsterdam da Ferdinand Bol

Nato in Belgio da genitori francesi, si formò presso la scuola di incisione di Bruxelles. Fu attivo nella sua città natale e a Parigi dal 1853 al 1911, con una parentesi ad Amsterdam nel 1877.
Si dedicò principalmente alla rappresentazione di paesaggi, in particolare fluviali, ma realizzò anche ritratti, sia da disegni suoi che da opere di altri artisti, come Rembrandt, Peter Paul Rubens, Jean-Antoine Watteau e Jean-Auguste-Dominique Ingres. Collaborò con l'editore A. Salmon, che era il suo preferito. Si scontrò, infatti, con lo stesso stato, che, commissionatagli un'incisione dall'opera di Rembrandt La stampa da cento fiorini, preferiva stampare le sue tavole dovunque fuorché dove egli stesso aveva raccomandato, in quanto riteneva questa scelta una prerogativa dell'artista. Eseguì anche illustrazioni di libri, come ad esempio per il Decamerone del Boccaccio.
Furono suoi allievi Charles Courtry, Richard Geiger, Frédéric Laguillermie, Marie Louveau, Nikolay Semyonovich Mosolov, Maurice Henri Orange, François Flameng e Paul-Adolphe Rajon.

## Opere
- Nicolaus Tulp spiega anatomia, incisione, da Rembrandt, Wellcome Collection, Wellcome Library
- Ritratto di Thomas Henry Huxley, incisione, da John Collier, Wellcome Collection, Wellcome Library
- Ritratto di Charles Meryon ammalato, la notte prima del suo trasferimento all'ospedale di Charenton-le-Pont, incisione da un suo disegno, 1858, Wellcome Collection, Wellcome Library[5]
- Ritratto di Pierre Puvis de Chavannes, incisione da Léon Bonnat[6]
- Copertina della rivista Lectures pour tous, incisione, 1911[7]
- La sorgente, incisione da Jean-Auguste-Dominique Ingres, 1862[8]